# 단양대군
단양대군 왕후(丹陽大君 王珛, ? - ?)은 고려시대 후기의 왕족으로 본관은 개성(開城)이며 이름은 후(珛). 아버지는 충렬왕의 맏아들인 강양공 자(江陽公滋)이다.  단양부원대군(丹陽府院大君)에 봉작되었다가 다시 단양대군으로 개봉되었고, 거듭 승진하여 후일 품계는 삼중대광(三重大匡)에 이르렀다.
양인을 노비로 부리다가 다시 양인으로 환원되자 원나라에 이를 알리려다가 고려의 재상들에 의해 실패했고, 홍건적이 침입했을 때는 요충지와 기름진 땅을 알려주어 금고형을 받았다.

## 생애
충렬왕의 손자이며, 그의 아들인 강양공 자(江陽公滋)의 아들이다. 1310년(충선왕 2) 단양부원대군(丹陽府院大君)에 봉하여졌고, 거듭 승진하여 후일 품계는 삼중대광(三重大匡)에 이르렀다. 그의 동생 왕훈의 딸인 국대비 왕씨는 먼 친족인 신종의 6대손 정원부원군 왕균에게 시집갔는데, 후일 이들 사이에서 태어난 왕요는 후일의 공양왕이 된다.
1320년(충숙왕 7) 원나라에 등극사(登極使)로 임명되어 대도에 파견되었으며, 그 다음해 귀국했다가 원나라의 개원(改元)과 태후의 책봉을 축하하기 위하여 원나라로 다시 파견되기도 하였다.
1333년(충숙왕 복위 2) 충숙왕이 원나라에 머무르고 있을 때 권서행성사(權署行省事)가 되었다. 그 뒤 충혜왕이 실정으로 왕위에서 물러나게 되자, 같은 해 원나라로부터 귀국한 충숙왕을 평양부(平壤府)의 어용전(御容殿)에서 배알하고 찬성사(贊成事) 조적(曺頔), 밀직사(密直使) 정기(鄭頎) 등과 함께 국인(國印)을 다시 충숙왕에게 갖다 바쳤다.
그 뒤 양인(良人)을 억압하여 천인을 만들어 사역하다가 이들이 정치도감(整治都監)에 의하여 다시 양인으로 복귀되자, 이들을 다시 노비로 만들기 위해 이 사실을 원나라에 호소하고자 압록강을 건너가려다가 고려의 재상들이 보낸 홀치(忽赤)에 의하여 붙잡혀 개경으로 송환되었다.
1352년(공민왕 1) 조일신(趙日新)의 난이 일어나자 공민왕을 잠시 자기 집으로 모시기도 하였다. 1353년 왕이 침원(寢園, 왕릉)에 춘향(春享:봄에 지내는 제사)하고자 할 때 아헌관으로 참석하였다.
1361년 홍건적의 침입으로 서북이 초토화되고 개성이 함락되자 전리판서(典理判書) 인안(印安), 대호군(大護軍) 김서광(金瑞光) 등과 함께 항복하고, 그들에게 군사 요충지와 땅이 기름져서 살만한 곳과 기현(畿縣)에 곡식이 있는 곳을 알려주었다. 이로 인하여 1362년 홍건적이 물러간 뒤에 문제가 되어 감찰사의 탄핵을 받아 토지와 노비를 몰수당하고 그 자손에게도 서용이 금지되고 금고형이 내려졌다. 후일 조카의 아들은 공양왕이 된다.

## 가계
- 할아버지 : 충렬왕
  - 숙부 : 충선왕
- 아버지 : 강양공 자
- 어머니 :
  - 형제 : 심양왕 왕고
  - 형제 : 연덕부원대군 왕훈
    - 조카 : 국대비 왕씨
    - 조카의 남편 : 왕균, 신종의 5대손 순화후 유의 아들
    - 조카의 아들 : 정양군 왕우
    - 조카의 아들 : 공양왕

- 부인 : 이름 미상
  - 아들 : 양원군(陽院君, 이름 실전, ? - ?)

## 같이 보기
- 홍건적의 난
- 충렬왕
- 강양공
- 공양왕
- 정원부원군